# Melanaspis fucata
Melanaspis fucata är en insektsart som beskrevs av Ferris 1941. Melanaspis fucata ingår i släktet Melanaspis och familjen pansarsköldlöss. Inga underarter finns listade i Catalogue of Life.